# Abductions and Reconstructions
Abductions and Reconstructions – album zawierający didżejski mix Thievery Corporation, wydany 20 kwietnia 1999 roku w Stanach Zjednoczonych przez Eighteenth Street Lounge Music jako CD.

## Charakterystyka muzyczna albumu
Podobnie jak austriacki duet Kruder & Dorfmeister Rob Garza i Eric Hilton, to producenci-didżeje zafascynowani dubem i wyluzowanymi, światowymi rytmami. Album Abductions and Reconstructions zawiera 15  trip hopowych wersji utworów innych artystów, zremiksowanych przez ich obu. Każdy utwór został potraktowany indywidualnie, a obaj didżeje w rezultacie okazali się być jednym z najlepszych zespołów zajmujących się remiksowaniem. 

## Lista utworów
Zestaw utworów na płycie CD:
| Nr  | Tytuł utworu                                                 | Oryginalny wykonawca | Długość |
| --- | ------------------------------------------------------------ | -------------------- | ------- |
| 1.  | „Dance On Vaseline (Thievery Corp. Meets David Byrne Remix)” | David Byrne          | 5:36    |
| 2.  | „I Will Follow You (Souka Nayo) (Thievery Remix)”            | Baaba Maal           | 4:52    |
| 3.  | „KC Doppler (Thievery Corporation Remix)”                    | Slide Five           | 4:41    |
| 4.  | „Transmission Central (Remixed By Thievery Corporation)”     | Rockers Hi-Fi        | 4:46    |
| 5.  | „Tickertape Of The Unconscious (Thievery Corporation Remix)” | Stereolab            | 4:10    |
| 6.  | „Porno 3003 (Thievery Corporation Remix)”                    | Pizzicato Five       | 4:21    |
| 7.  | „Hijack (Reach For The Sky)”                                 | Thunderball          | 4:58    |
| 8.  | „Ave Maria (Thievery Corporation Remix)”                     | Edson Cordeiro       | 4:05    |
| 9.  | „Defenceless (Thievery Corporation Remix)”                   | Waldeck              | 4:46    |
| 10. | „Polyesterday (Thievery Corporation Remix)”                  | GusGus               | 4:04    |
| 11. | „This Strange Effect (Thievery Corporation Remix)”           | Hooverphonic         | 4:48    |
| 12. | „Sexelevatormuzik (Thievery Corporation Remix)”              | Avatars of Dub       | 5:15    |
| 13. | „Boof N' Baff N' Biff (Black Uhuru Meets The Thievery)”      | Black Uhuru          | 5:45    |
| 14. | „Savoir Faire (Thievery Corporation Mix)”                    | Ursula 1000          | 5:44    |
| 15. | „Closer To God (Thievery Corporation Remix)”                 | Urbs'n'Chaoz         | 4:37    |
|     |                                                              |                      | 1:12:28 |